# آنتونیو کاردوسو
آنتونیو کاردوسو (به پرتغالی: Antônio Cardoso) یک شهرداری در برزیل است که در باهیا واقع شده‌است. آنتونیو کاردوسو ۱۱٬۶۷۷ نفر جمعیت دارد.